# 프로빗 회귀 모형

프로빗 함수의 형태

프로빗 회귀 모형(Probit regression model)은 종속변수가 이진 변수일 경우에 사용되는 회귀 모형 중 하나이다. 프로빗 회귀 모형은 어떤 사건이 발생할 확률을 설명하기 위한 회귀 모형으로, 정규 분포의 누적분포함수를 이용한다.
프로빗이라는 단어의 어원은 probability와 unit을 혼합하여 만든 것이다.

## 개요
종속 변수 Y는 1 또는 0의 값만을 가질 수 있는 이진 데이터이다. 어떤 사건이 일어나거나, 일어나지 않거나의 문제 또는 어떤 의사결정을 하거나 하지 않거나의 양자택일이 종속변수 값에 들어 있다. 확률은 반드시 폐구간 [0, 1] 안에 있어야 하므로 직선 형태의 선형 회귀로는 설명변수의 어떤 사건이 발생할 확률에 대한 영향을 설명하는 데 적절하지 않다.
프로빗 함수로는 표준정규분포 {\displaystyle Z\sim N(0,1)}의 누적분포함수를 이용한다. 프로빗 함수는 종속변수 Y의 값이 1이 될 확률을 의미한다.
{\displaystyle \Phi (z)=P(Z\leq z)}
프로빗 회귀 모형은 종속변수가 1이 될 확률을 예측하기 위하여 다음과 같은 형태로 모형을 설정한다.
{\displaystyle P(Y=1|\mathbf {X} )=\Phi (\mathbf {X} \beta )=\Phi (\beta _{0}+\beta _{1}x_{1}+\beta _{2}x_{2}+...+\beta _{n}x_{n})}

## 한계 효과
어떤 특정한 변수가 변화할 경우 종속변수에 미치는 영향을 분석할 때는 설명변수에 대해 편미분하여 한계 효과를 분석할 수 있다. {\displaystyle p=P(Y=1|\mathbf {X} )}라고 할 때 설명변수의 변화가 종속변수가 1이 될 확률에 미치는 변화는 다음과 같다.
{\displaystyle {\frac {\partial p}{\partial x_{j}}}=\Phi '(\beta _{0}+\beta _{1}x_{1}+\beta _{2}x_{2}+...+\beta _{n}x_{n})\beta _{j}}
{\displaystyle \Phi }가 표준정규분포의 누적분포함수이므로 그 도함수인 {\displaystyle \Phi '}는 표준정규분포의 확률밀도함수가 된다. 결국 설명변수의 변화가 종속변수가 1이 될 확률에 미치는 영향은 표준정규분포 확률밀도함수의 {\displaystyle \beta _{0}+\beta _{1}x_{1}+\beta _{2}x_{2}+...+\beta _{n}x_{n}}에서의 함수값과 {\displaystyle \beta _{j}}을 곱한 것과 같다. 한계효과의 부호는 {\displaystyle \beta _{j}}의 부호에 따라 결정된다.

## 추정법
프로빗 회귀 모형을 추정할 경우에는 최우 추정법을 주로 사용한다. 종속변수의 값이 0이 될 확률은 다음과 같다.
{\displaystyle P(Y=0|\mathbf {X} )=1-\Phi (\mathbf {X} \beta )}
{\displaystyle y_{i}=1}일 때의 단일 표본 우도는 {\displaystyle {\mathcal {L}}=\Phi (X_{i}\beta )}이고, {\displaystyle y_{i}=0}일 때의 단일 표본 우도는 {\displaystyle {\mathcal {L}}=1-\Phi (X_{i}\beta )}이다. 표본은 서로 독립적이므로 결합우도는 단일 표본 우도를 곱한 값이다.
{\displaystyle {\mathcal {L}}=\prod _{i=1}^{n}{\left[\Phi (X_{i}\beta )\right]}^{y_{i}}{\left[1-\Phi (X_{i}\beta )\right]}^{1-y_{i}}}
양변에 로그를 취하여 우도함수를 극대화하면 다음과 같은 함수를 극대화함으로써 회귀모형을 추정하게 된다.
{\displaystyle \ln {\mathcal {L}}=\sum _{i=1}^{n}\left(y_{i}\ln {\Phi (X_{i}\beta )}+(1-y_{i})\ln {\left[1-\Phi (X_{i}\beta )\right]}\right)}

## 같이 보기
- 로지스틱 회귀
- 다항 프로빗
- 서열 프로빗